# 341590 Emmawatson
341590 Emmawatson eller 2007 UM90 är en asteroid i huvudbältet som upptäcktes den 30 oktober 2007 av Catalina Sky Survey projektet vid Mount Lemmon-observatoriet. Den är uppkallad efter den brittiska skådespelerskan Emma Watson.